# Юнона (космический аппарат)
«Юно́на» (также «Джу́но», от англ. Juno, Jupiter Polar Orbiter) — автоматическая межпланетная станция НАСА, запущенная 5 августа 2011 года для исследования Юпитера и ставшая вторым проектом в рамках программы «Новые рубежи». Выход аппарата на полярную орбиту вокруг газового гиганта произошёл 5 июля 2016 года; «Юнона» стала вторым космическим аппаратом, вышедшим на орбиту вокруг Юпитера, после «Галилео», находившегося на орбите вокруг газового гиганта с 1995 по 2003 год и первым аппаратом, вышедшим на его полярную орбиту.
Целью миссии является изучение гравитационного и магнитного полей планеты, а также проверка гипотезы о наличии у Юпитера твёрдого ядра. Кроме того, аппарат должен заняться исследованием атмосферы планеты — определением содержания в ней воды и аммиака, а также построением карты ветров, которые могут достигать скорости в 618 км/ч. «Юнона» также продолжила изучение районов южного и северного полюсов Юпитера, начатое АМС «Пионер-11» в 1974 году (северная полярная область) и АМС «Кассини» в 2000 (южная полярная область).
Космический аппарат питается от солнечных батарей, что более характерно для аппаратов, работающих около планет земной группы, в то время как в полётах ко внешним планетам чаще всего используют РИТЭГи. Солнечные батареи «Юноны» являются крупнейшими солнечными батареями, использующимися автоматическими межпланетными станциями на данный момент для выработки электроэнергии. Кроме того, три солнечные батареи играют важнейшую роль в стабилизации аппарата. К концу одной из батарей крепится магнитометр.
Название космического корабля происходит из греко-римской мифологии. Бог Юпитер закрыл себя завесой облаков, чтобы скрыть свои проделки, но его жена, богиня Юнона, смогла заглянуть сквозь облака и увидеть его истинную натуру.

## Задачи и инструменты

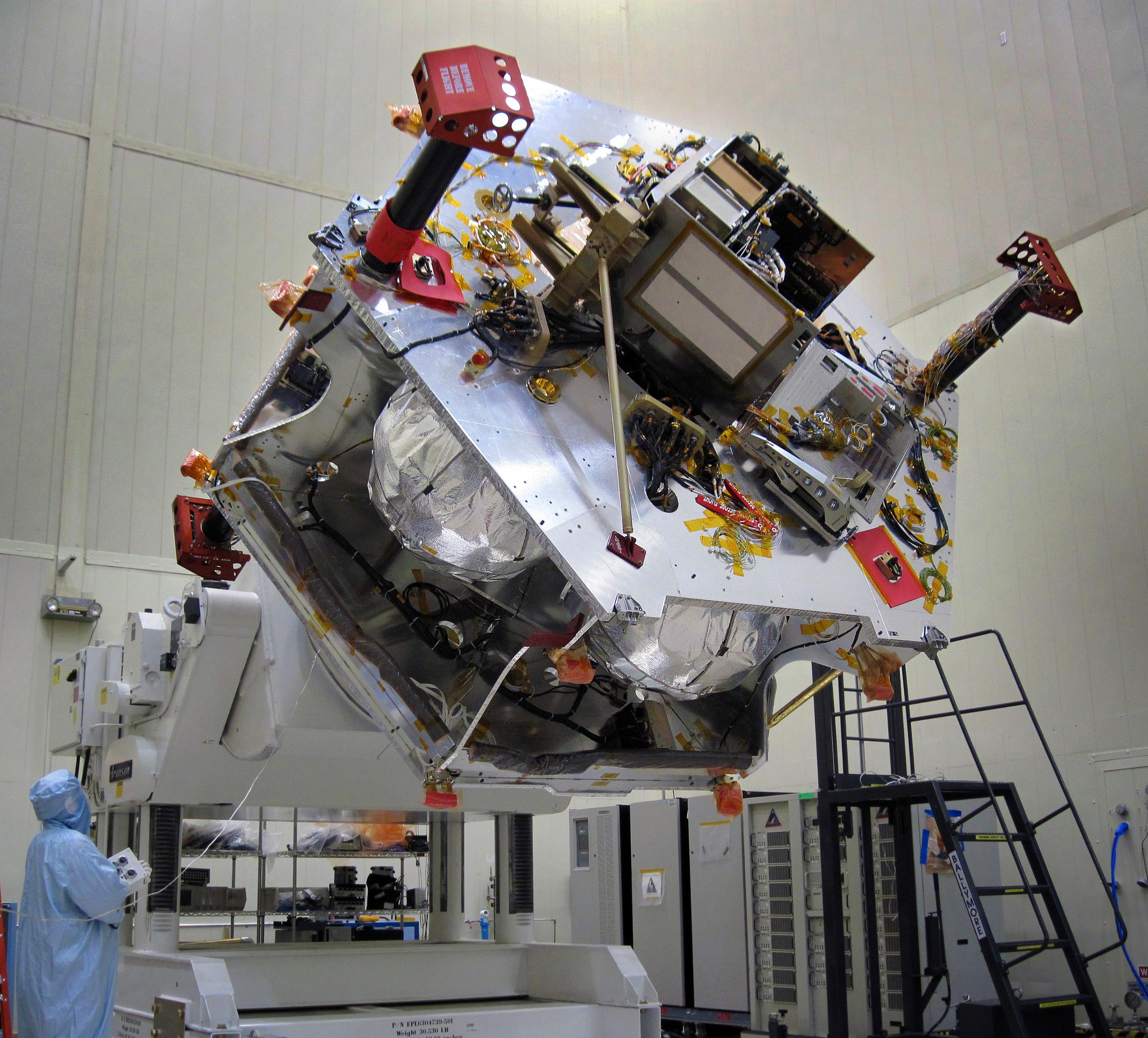
«Юнона» на стадии конструирования. Тесты на вращательном стенде.

### Солнечные батареи
«Юнона» является первой миссией к Юпитеру, использующей солнечные батареи вместо радиоизотопных термоэлектрических генераторов. При этом, находясь на орбите Юпитера, «Юнона» будет получать всего 4 % от того солнечного света, который аппарат мог бы получать на Земле, однако улучшения в технологии изготовления и эффективности батарей в течение последних десятилетий смогли позволить использовать солнечные батареи приемлемых размеров на расстоянии в 5 а.е. от Солнца.
«Юнона» использует три симметрично расположенных массива солнечных батарей. Каждый из этих массивов составляет 2,7 метра в ширину и 8,9 метра в длину. Один из массивов немного у́же других, его ширина составляет 2,091 метра, что сделано для облегчения складывания батарей при старте. Общая площадь всех батарей — 60 м². Если бы батареи использовались на орбите Земли, они бы производили около 15 киловатт энергии. На орбите Юпитера мощность батарей составит всего 486 ватт, при этом со временем она уменьшится до 420 ватт из-за воздействия радиации.
Солнечные батареи будут находиться на солнечном свету практически в течение всего полёта.
На борту также находятся два литий-ионных аккумулятора, предназначенные для питания аппарата во время прохождения в тени. Аккумуляторы будут заряжаться, когда будут доступны излишки энергии.

### Инструменты
Структура атмосферы:

Microwave Radiometer (MWR) — микроволновый радиометр; фиксирует излучение с длиной волны 1,3—50 сантиметров, состоит из шести отдельных радиометров; основная цель — исследование глубоких слоёв атмосферы Юпитера. Проникающая способность — 550 километров вглубь облаков планеты. MWR должен помочь ответить на вопрос о том, как формировался Юпитер, а также о том, насколько глубоко заходит циркуляция атмосферы, обнаруженная космическим аппаратом «Галилео». Радиометр исследует количество аммиака и воды в атмосфере.
Магнитное поле:

магнитометр Flux Gate Magnetometer (FGM) и прибор для регистрации положения относительно магнитного поля планеты — Advanced Stellar Compass (ASC).

Эти инструменты служат целям картирования магнитного поля и изучения динамики процессов в магнитосфере, а также определения трёхмерной структуры магнитосферы на полюсах Юпитера.
Программа для исследования магнитосферы на полюсах:

Jovian Aurora Distribution Experiment (JADE) предназначен для исследования полярных сияний на Юпитере.
Energetic Particle Detector (JEDI) будет фиксировать распределение ионов водорода, гелия, кислорода, серы и других на полюсах.
WAVES — спектрометр для исследования областей полярных сияний.
UV spectrograph (UVS) — спектрограф ультрафиолетового излучения; будет фиксировать длину волны, положение и время для фотонов ультрафиолетового спектра; будет предоставлять спектрограмму ультрафиолетового излучения из областей полярного сияния.
Внутренняя структура:

Gravity Science Experiment (GSE) — путём измерения гравитационного поля прибор построит карту распределения масс на Юпитере.
Съёмка поверхности:

JunoCam (JCM) — трёхцветная неподвижная видеокамера, единственная на зонде. Произведена по той же технологии, что и камера MARDI марсохода Кьюриосити, и имеет 2-МП сенсор (1600×1200 пикселей) Kodak KAI-2020. Камера спроектирована таким образом, что наиболее детализированные снимки будут получены лишь во время максимальных сближений зонда с планетой на высотах 1800—4300 км от облаков и будут иметь разрешение 3—15 км на пиксель (для сравнения: телескоп «Хаббл» с расстояния 600 млн км в 2009 году смог получить снимок планеты с разрешением 119 км на пиксель). Все остальные изображения будут иметь значительно более низкое разрешение, около 232 км на пиксель, поэтому возможности камеры не позволят снимать ей спутники Юпитера (в самой удалённой точке орбиты сам Юпитер при такой детализации будет иметь размер 75 пикселей в поперечнике, а Ио, даже если она будет находиться прямо над «Юноной», на расстоянии около 345 тыс. км, будет иметь размер около лишь 16 пикселей в поперечнике; изображения остальных спутников будут ещё менее чёткими). Кроме того, из-за телекоммуникационных ограничений «Юнона» сможет передавать на Землю лишь 40 Мбайт данных (от 10 до 1000 фотографий) из каждого 14-дневного орбитального периода. Предполагается, что прежде, чем радиация Юпитера выведет из строя электронику камеры, та за восемь витков аппарата вокруг планеты успеет сделать достаточное количество снимков.

### Сувениры
На борту космического аппарата находится табличка, посвящённая Галилео Галилею. Табличка была представлена Итальянским космическим агентством, её размер составляет 7,1 на 5,1 сантиметра, а вес — 6 граммов. На табличке изображён сам Галилей, а также надпись, сделанная им в январе 1610 года, когда он впервые наблюдал объекты, которые впоследствии стали известны как галилеевы спутники.
Также на борту находятся три фигурки LEGO — Галилея, римского бога Юпитера и его жены Юноны. Фигурка Юноны держит в руках увеличительное стекло, как символ поиска истины, а Юпитер — молнию. Хотя обычные фигурки LEGO производятся из пластмассы, эти фигурки были сделаны из алюминия, чтобы выдержать экстремальные условия во время полёта.

## Планирование и подготовка миссии
В июне 2005 года миссия находилась в стадии предварительного проектирования. Строительством аппарата занималась компания Lockheed Martin Space Systems под управлением Лаборатории реактивного движения НАСА. Глава директората научных программ НАСА Алан Стерн в мае 2007 года заявил, что в 2008 финансовом году будут закончены фазы предварительного проектирования и достигнуто состояние готовности проекта к реализации.
В процессе работ время разработки некоторых компонентов «Юноны» было продлено по сравнению с запланированными сроками. Одной из причин задержки стало землетрясение в Центральной Италии в 2009 году, которое нанесло повреждения заводу, производившему компонент АМС.
Запуск произведён 5 августа 2011 года. Для запуска использована ракета-носитель «Атлас-5» версии 551 c двигателем РД-180 российского производства. Время полёта к Юпитеру составило 4 года 11 месяцев. Дата выхода на орбиту — 5 июля 2016 года. Зонд планировалось направить по вытянутой полярной орбите с периодом обращения около 11 земных суток, с максимальным приближением к планете менее 5000 км; летом 2015 года были внесены коррективы: решено изменить орбиту так, чтобы один оборот вокруг Юпитера зонд совершал не за 11 земных суток, как предполагалось ранее, а за 14.

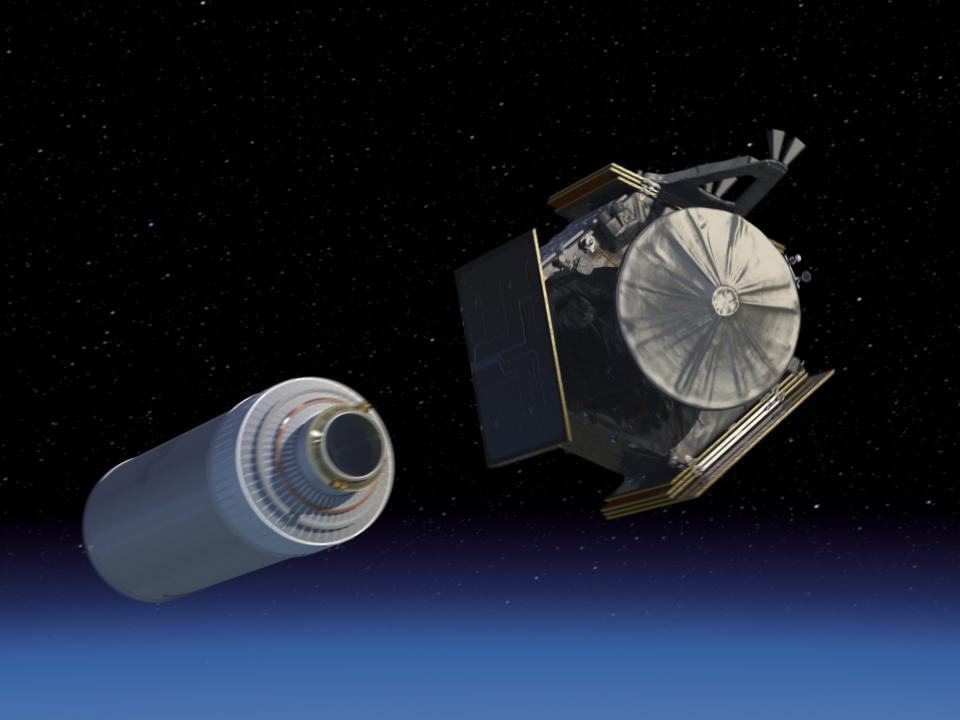
«Юнона» после отделения от разгонного блока «Центавр» и перед раскрытием солнечных батарей (в представлении художника)

Основная миссия должна продлиться более года. В отличие от предыдущих аппаратов, исследовавших Юпитер и имевших радиоизотопные термоэлектрогенераторы (РИТЭГи) для обеспечения энергией, на «Юноне» установлены три солнечные батареи длиной 8,9 м (из них одна имеет ширину 2,1 м, а остальные — 2,9 м) с повышенной на 50 % по отношению к прошлым миссиям эффективностью и устойчивостью к радиации, и два литий-ионных аккумулятора, ёмкостью по 55 ампер-часов каждый. Общая мощность вырабатываемой энергии — 490 Вт в начале миссии и 420 Вт к моменту её завершения.
13 марта 2011 года на испытательном стенде Lockheed Martin Space Systems «Юнона» успешно прошла двухнедельные температурные испытания в вакуумной камере.

### Стоимость
На начальном этапе проектирования, в 2005 году, планировалось, что стоимость миссии не превысит 700 миллионов долларов США при условии, что пуск будет осуществлён не позднее 30 июня 2010 года.
Однако впоследствии сумма затрат была пересмотрена в бо́льшую сторону. В декабре 2008 года было заявлено, что учитывая инфляцию и перенос запуска на август 2011 года, общий бюджет миссии немного превысит 1 миллиард долларов.

## Прошедшие события

Траектория «Юноны» в околосолнечном пространстве; отмечены 30-дневные интервалы.

30 августа 2012 года на расстоянии 483 миллиона километров от Земли, за пределами орбиты Марса была выполнена первая коррекция траектории полёта. Маршевый двигатель LEROS-1b был включён на 29 минут 39 секунд.
14 сентября 2012 года была выполнена вторая коррекция орбиты. Главный двигатель «Юноны» начал работать в пятницу в 15:30 UTC, когда аппарат находился в 480 миллионах километров от Земли. Он проработал около 30 минут и израсходовал 376 килограммов топлива.
В результате двух коррекций скорость зонда увеличилась на 388 метров в секунду, а траектория полёта была направлена обратно к Земле для проведения гравитационного манёвра с облётом Земли, запланированного на 9 октября 2013 года.
К февралю 2013 года зонд преодолел расстояние в 1 миллиард километров.
17 марта 2013 года «Юнона» второй раз пересекла орбиту Марса уже по направлению к Земле.
С 29 мая 2013 года станция находилась в фазе полёта, получившей название Inner Cruise 3, которая продлилась до ноября 2013 года.

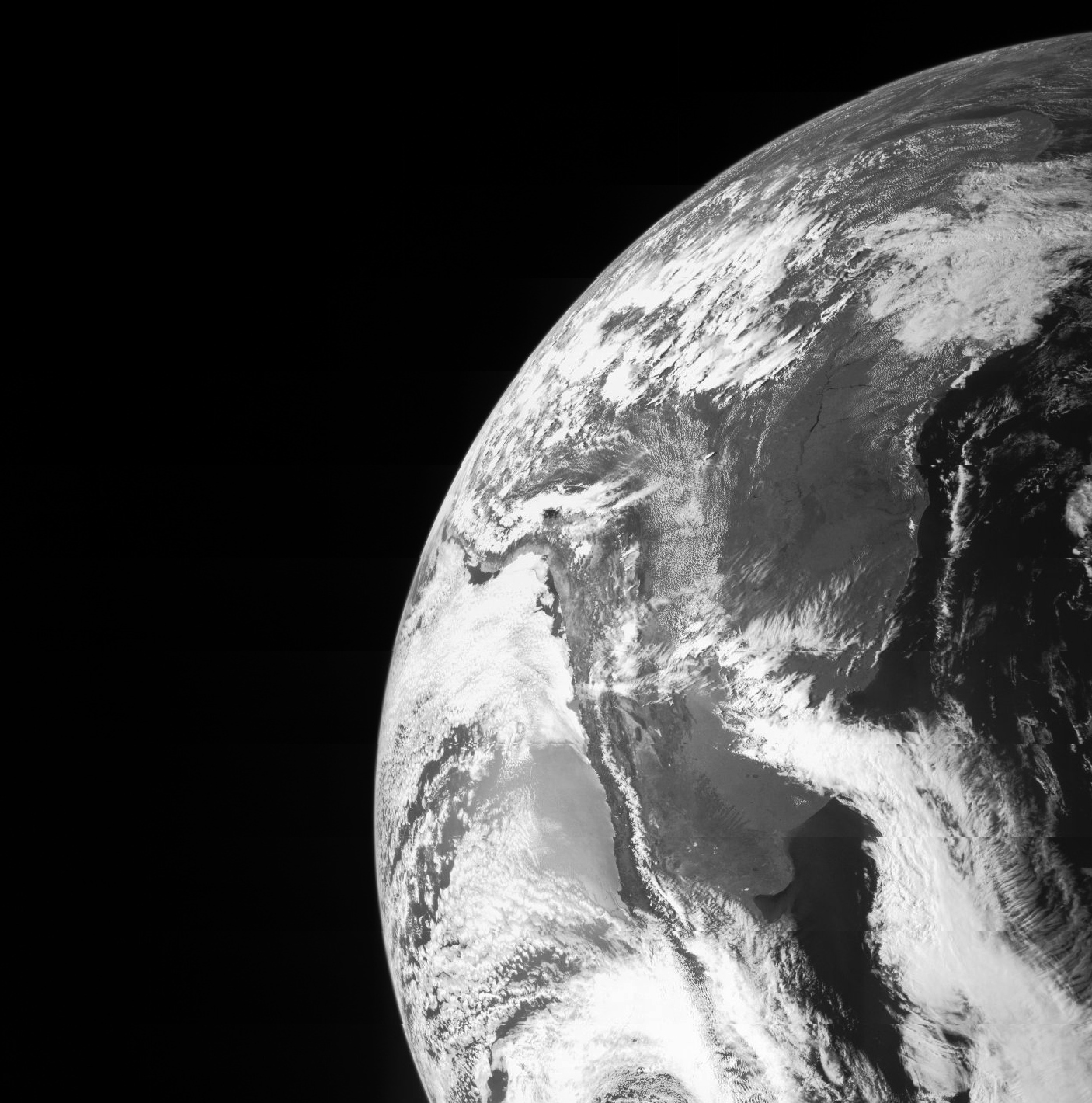
Снимок Южной Америки, сделанный камерой «Юноны» при пролёте Земли в октябре 2013 года

9 октября 2013 года «Юнона» совершила гравитационный манёвр у Земли в 559 км от её поверхности для разгона аппарата.
Приращение скорости аппарата в ходе гравитационного манёвра составило 7,3 км/с; скорость зонда после совершения гравитационного манёвра почти утроилась и составила около 40 000 км/ч (11,1 км/с) относительно Солнца. Также было проведено тестирование научных приборов, в ходе которого произошла нештатная ситуация — зонд ушёл в спящий режим; проблему удалось полностью устранить 17 октября. Во время сближения с Землёй «Юнона» сделала снимки побережья Южной Америки и Атлантического океана; также был сделан снимок Юпитера (расстояние в тот момент составляло 764 млн км). Следующие снимки будут произведены уже с орбиты Юпитера.
5 июля 2016 года космический зонд «Юнона», преодолев 2,8 миллиарда км (18,7 а.е.), достиг орбиты Юпитера.
27 августа 2016 года в 13:44 по времени Гринвичского меридиана аппарат прошёл над Юпитером на скорости 208 тысяч километров в час относительно планеты, а минимальная высота составила 4200 километров от верхней кромки её атмосферы. Аппарат при этом сделал снимки района Северного полюса гигантской планеты.

### Хронология полёта
| Дата             | Событие | Статус                   |
| ---------------- | --- | ------------------------ |
| 5 августа 2011   | Запуск | Успех                    |
| 31 августа 2012  | Первая коррекция гравитационного манёвра для увеличения скорости | Успех                    |
| 18 сентября 2012 | Вторая коррекция манёвра для возвращения к Земле по пути к Юпитеру для увеличения скорости | Успех                    |
| 13 августа 2013  | Пройдена половина пути до Юпитера | Успех                    |
| 9 октября 2013   | Гравитационный манёвр у Земли для увеличения скорости до 40 000 км/ч (11,1 км/с) | Успех                    |
| 10 октября 2013  | Переход в «безопасный режим» | Временное самоотключение |
| 12 октября 2013  | Выход из «безопасного режима» | Успех                    |
| 29 июня 2016     | Передача первых фотографий Юпитера и его спутников с Юноны | Успех                    |
| 30 июня 2016     | Передача «песни солнечного ветра» из системы Юпитера | Успех                    |
| 5 июля 2016      | Переход на орбиту вокруг Юпитера | Успех                    |
| 6 июля 2016      | Включение пяти научных инструментов после их отключения перед выходом на орбиту Юпитера | Успех                    |
| 13 июля 2016     | Передача первых снимков с орбиты Юпитера на Землю | Успех                    |
| 27 августа 2016  | Максимальное сближение с Юпитером | [ 50 ]                   |
| 19 октября 2016  | Планируемый переход с 53,5 на 14-дневную орбиту был отменён. Аппарат остаётся на промежуточной 53.5-дневной орбите до конца миссии. По причине того, что телеметрия показала неверную работу некоторых клапанов в гелиевой системе двигательной установки, манёвр сначала был отложен до следующего сближения с планетой 11 декабря 2016, после чего манёвр отложен на неопределённый срок |                          |
| 7 июня 2021      | Пролёт в 1040 км от Ганимеда (PJ34). Орбитальный период аппарата сокращён с 53 до 43 дней. В июне Зонд «Юнона» прислал первое за 20 лет фото Ганимеда, снятое с расстояния 1000 км. | Успех                    |
| Июль 2021        | Завершение основной миссии. Перевод космического аппарата на новые орбиты (42 дополнительных витка) с целью изучения галилеевых спутников Юпитера (за исключением Каллисто) и продолжения изучения Юпитера | Успех                    |
| 29 сентября 2022 | Пролёт в 352 км от поверхности Европы (PJ45), Орбитальный период аппарата сократится с 43 до 38 дней. | Успех                    |
| 30 декабря 2023  | Пролёт Ио (PJ57), Орбитальный период аппарата сократится с 38 до 35 дней | Успех                    |
| 3 февраля 2024   | Пролёт Ио (PJ58), Орбитальный период аппарата сократится с 35 до 33 дней | Успех                    |

## Планируемые события

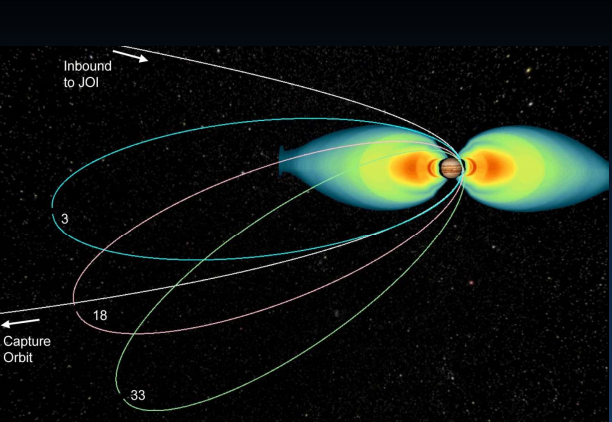
Будущая орбита «Юноны» относительно радиационных поясов Юпитера

Аппарат должен сделать 37 оборотов вокруг Юпитера, каждый из которых будет занимать 14 земных дней. Вращение аппарату будет придано таким образом, чтобы каждый из научных приборов выполнил свою задачу.
В ноябре 2016 года в течение 20 дней «Юнона» совершит 2 калибровочных витка вокруг планеты для подстройки научной аппаратуры.
С помощью инструментов, работающих в инфракрасном и микроволновом диапазонах, «Юнона» измерит тепловое излучение, исходящее из глубин планеты. Эти наблюдения позволят дополнить картину предыдущих исследований состава планеты, оценив количество и распределение воды, и, следовательно, кислорода. Эти данные помогут дать представление о происхождении Юпитера. Кроме того, «Юнона» будет исследовать конвекционные процессы, которые управляют общей циркуляцией атмосферы. С помощью других приборов будут собраны данные о гравитационном поле планеты и о полярных областях магнитосферы.
Анализ полученной от аппарата информации займёт несколько лет.
Планировалось, что в 2021 году аппарат будет сведён с орбиты, но в октябре 2020 было предложено продлить миссию до 2025 года и включить в неё исследования галилеевых спутников Юпитера.
29 сентября 2022 года «Юнона» пролетела вблизи Европы. Минимальное расстояние до поверхности спутника составило всего 352 км.

### Расширенная миссия (2021—2025)
Планировалось, что в 2021 году аппарат будет сведён с орбиты и направлен в атмосферу газового гиганта, где сгорит. Сделано это будет для избежания столкновения в будущем с одним из галилеевых спутников Юпитера (где допускается возможность существования жизни, поэтому их загрязнение биологическим материалом с Земли нежелательно).
Однако в октябре 2020 года на XI Московском международном симпозиуме по исследованиям Солнечной системы, который проходит в ИКИ РАН, руководитель миссии Juno в НАСА Скотт Болтон сообщил, что аппарат находится в отличном состоянии, поэтому учёные хотят не уничтожать его, а продлить миссию до 2025 года, чтобы сфокусироваться на исследовании галилеевых спутников; планы по проведению миссии научная команда Juno уже передала в НАСА, учёные ожидают, что их официально одобрят в декабре.
В рамках расширенной миссии Juno должен будет совершить 44 дополнительных витка вокруг Юпитера. По мере каждого пролёта он будет постепенно сближаться с северным полюсом планеты благодаря гравитационным взаимодействиям между зондом, Юпитером и его спутниками. Сближение с полюсом и изменения в траектории движения помогут Juno детально изучить трёхмерную структуру полярных ураганов, а также измерить свойства ранее неизученных сегментов магнитосферы Юпитера. Благодаря этому же зонд совершит несколько сближений с Ганимедом, Европой и Ио. По расчётам специалистов НАСА, Juno сблизится с Ганимедом на расстояние в тысячу километров, с Европой — на рекордно малые 320 километров, а с Ио — на 1,5 тыс. км. Учёные надеются, что благодаря этому Juno откроет у спутников Юпитера множество новых свойств ещё до прибытия миссий JUICE и Europa Clipper. 
В частности, Болтон и его коллеги планируют измерить толщину ледового щита Европы, составить максимально детальную карту её поверхности с разрешением 100—200 км, а также сфотографируют выбросы её гейзеров, если они будут происходить в момент сближений Juno со спутником. Аналогичным образом учёные надеются использовать сближения с Ио, чтобы определить, существует ли в её недрах единый расплавленный океан из магмы, а также изучить, как приливные силы, которые возникают в результате её взаимодействий с Юпитером и соседними объектами, разогревают и расплавляют недра этого небесного тела.
Карты поверхности Ио и Европы планетологи сравнят с данными, которые получал предшественник Juno — зонд «Галилео».
Было запланировано 2 облёта Ганимеда, 3 — Европы и 11 — Ио; облётов Каллисто не планировалось.

Изображения
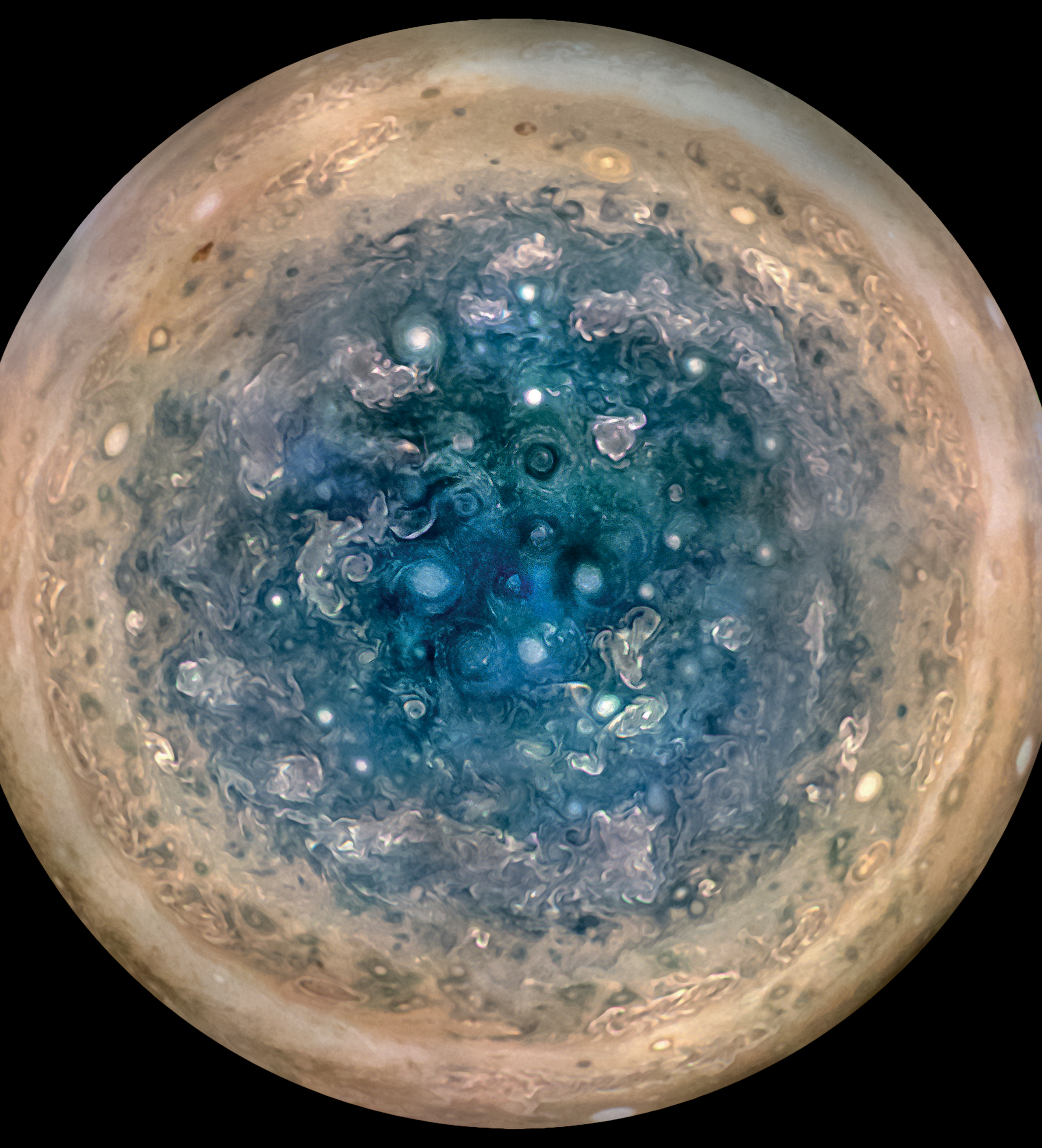
Фотография Южного полюса Юпитера снятая JunoCam (2017-05-25)
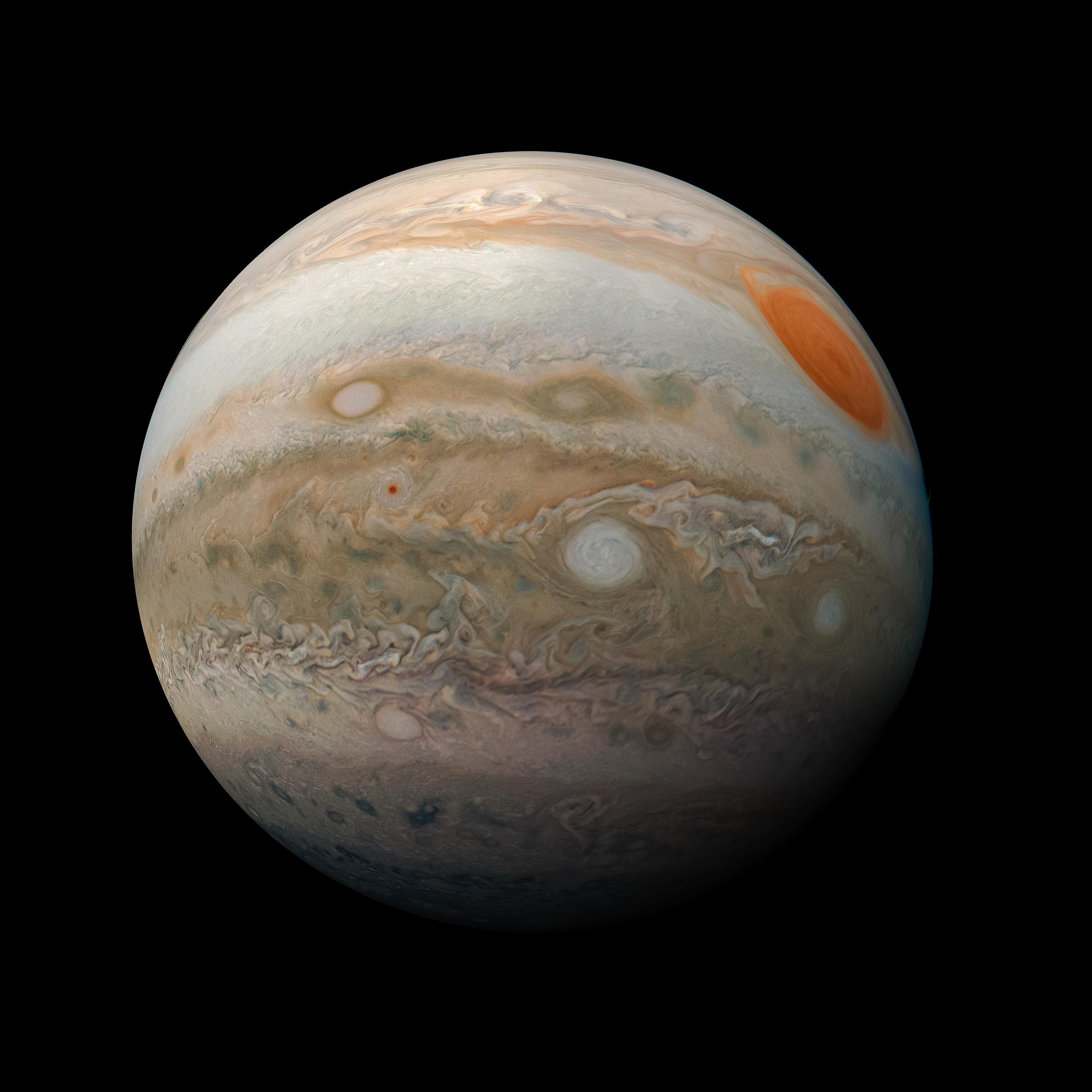
Вид на Большое красное пятно Юпитера и турбулентное южное полушарие Юпитера запечатлённое JunoCam (2019-02-12)
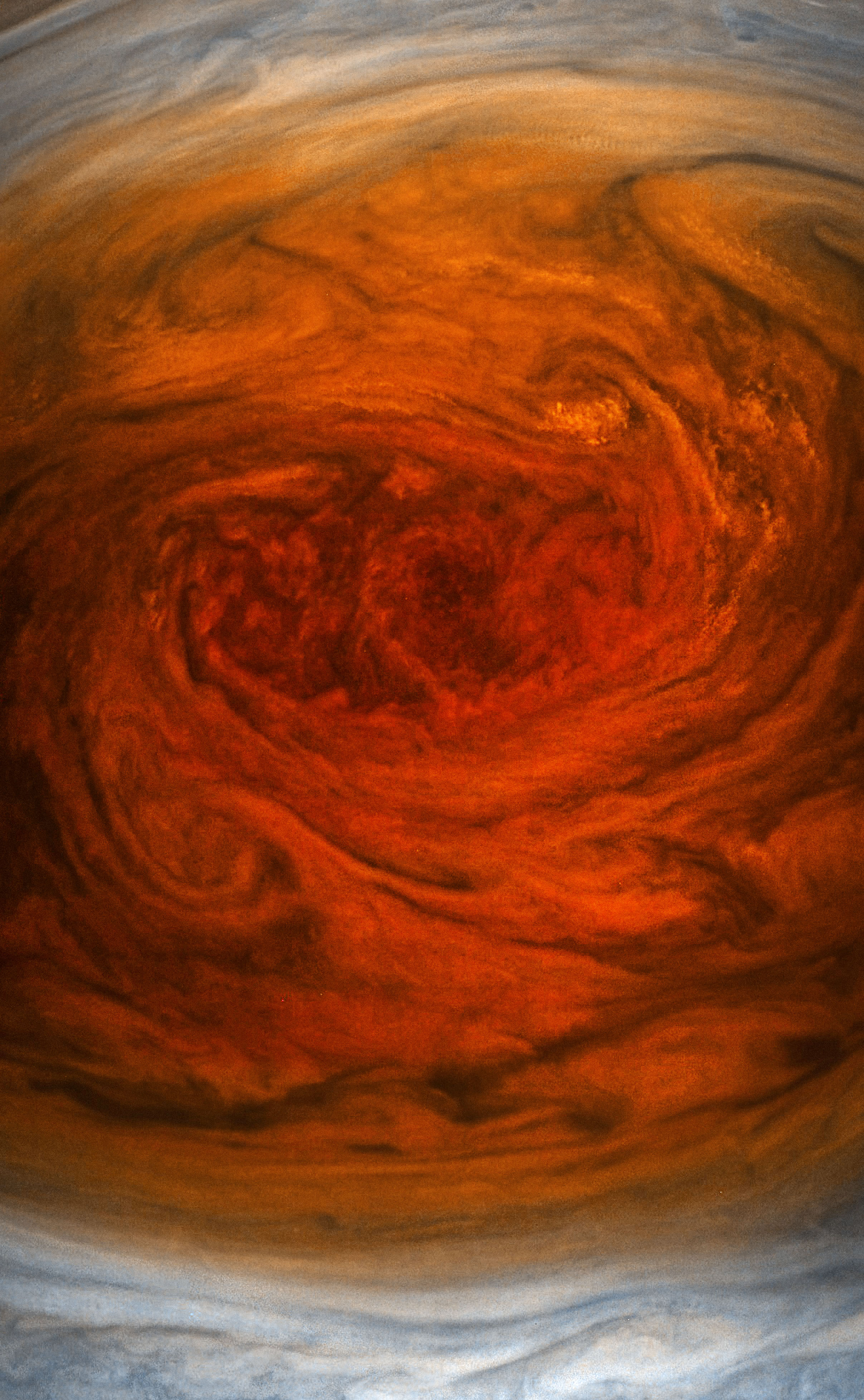
Большое красное пятно крупным планом, снятое с высоты 8000 км над атмосферой Юпитера JunoCam (2017-07-11)
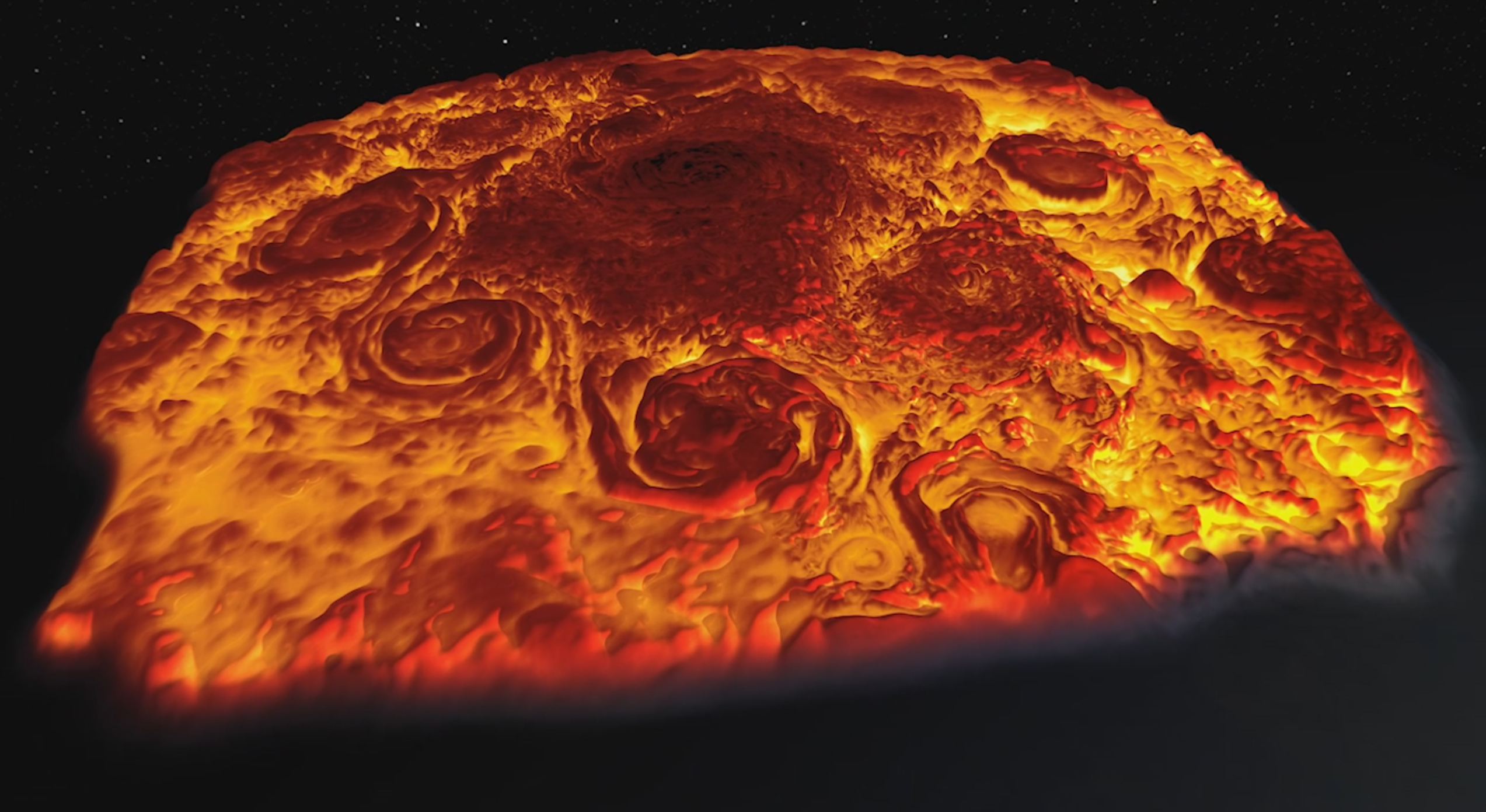
Это трёхмерное инфракрасное изображение Северного полюса Юпитера было получено на основе данных, собранных прибором JIRAM[англ.] (2018-04-11)
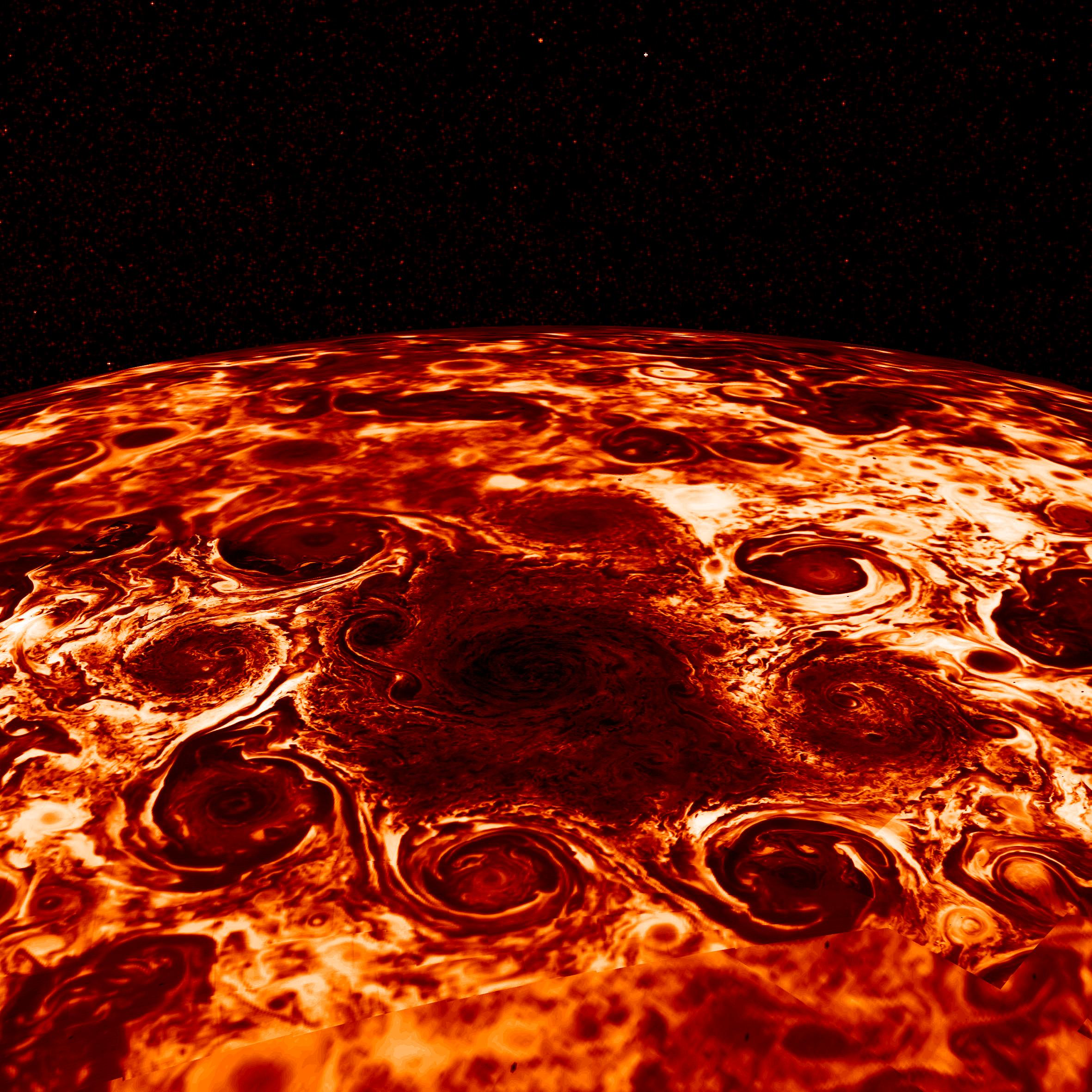
Вид на циклонные штормы на Северном полюсе Юпитера, снятые в инфракрасном диапазоне прибором JIRAM[англ.] (2020-07-31)
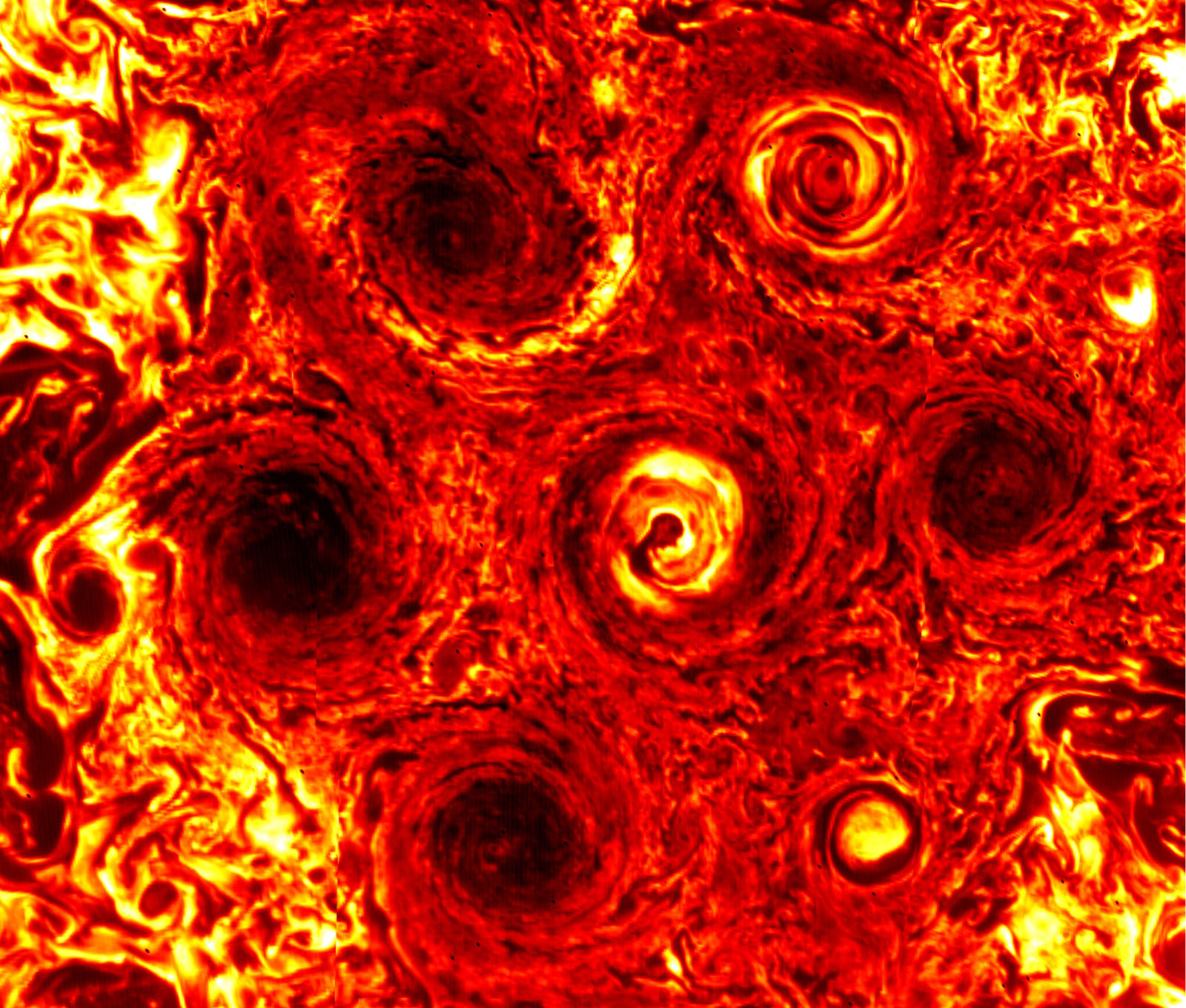
Вид на циклонные штормы на Южном полюсе Юпитера, снятые в инфракрасном диапазоне прибором JIRAM[англ.] (2019-12-12)
- 16 облёт «Юноны» над Юпитером
- «Полёт» над Юпитером (2020-06-02)
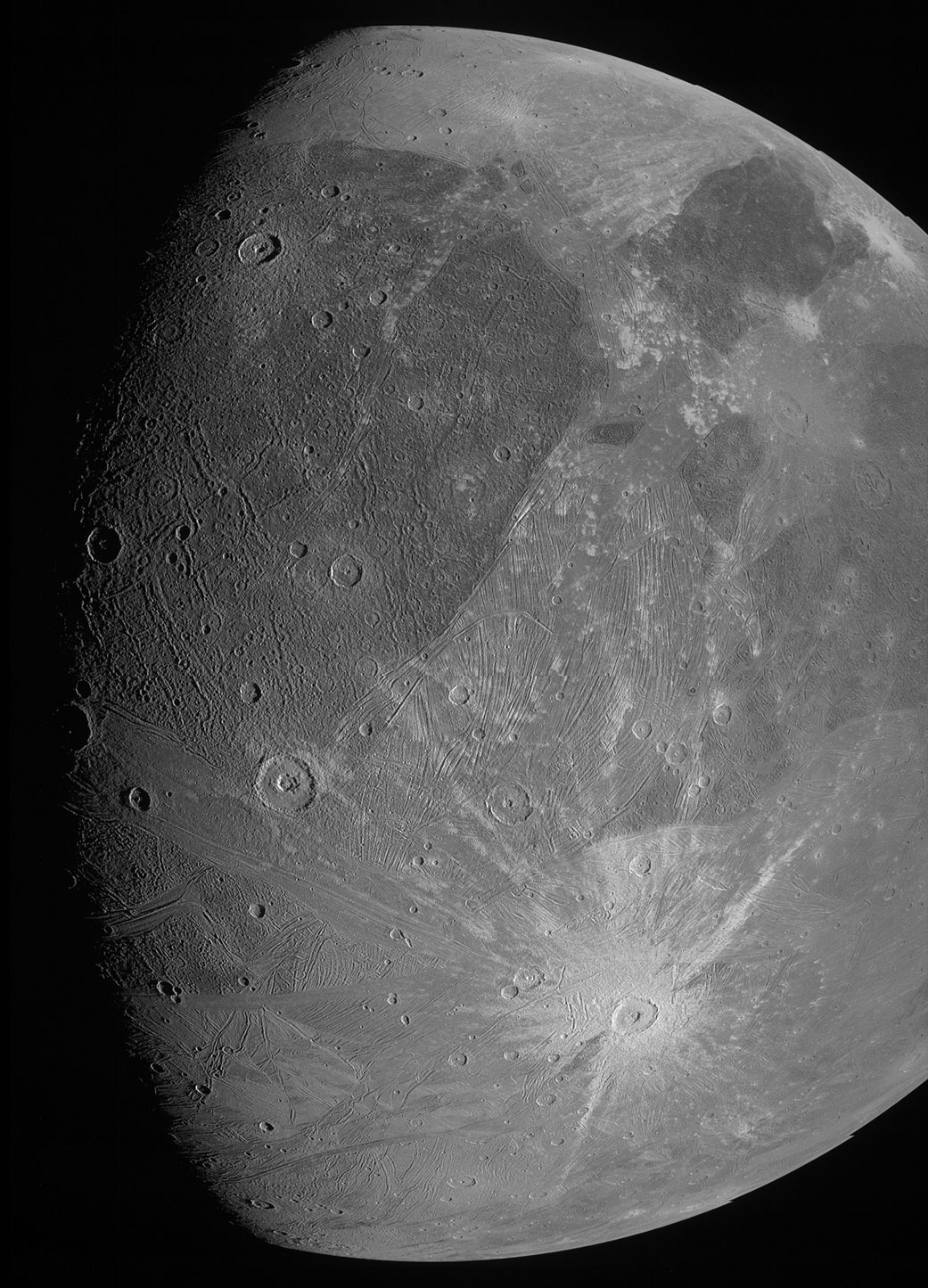
Изображение спутника Юпитера Ганимеда, снятое JunoCam (2021-06-07)
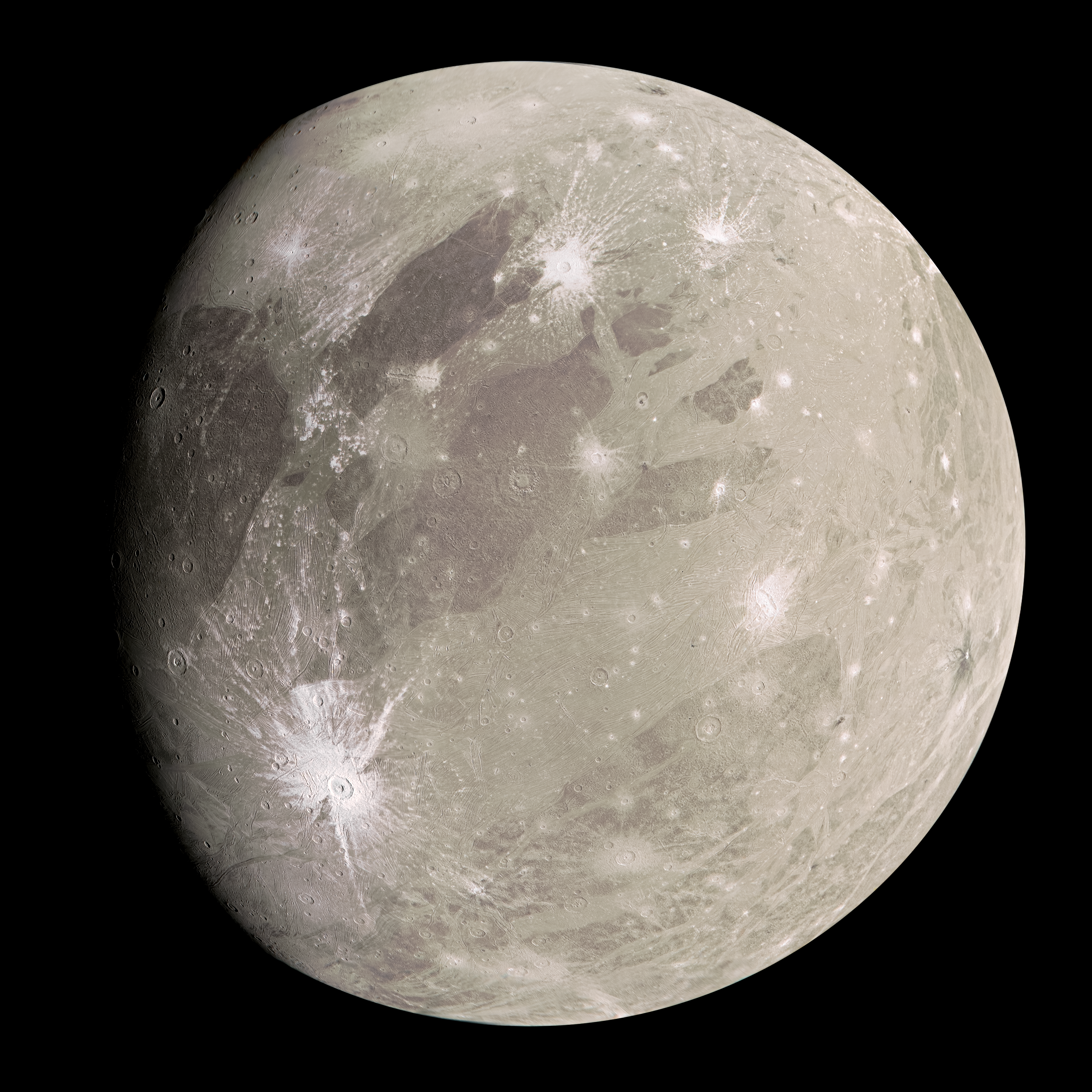
Изображение Ганимеда, снятое JunoCam (2021-06-10). Светлые поверхности, следы недавних ударных столкновений, изборождённая поверхность и белая северная полярная шапка (в верхнем правом углу изображения) богаты водяным льдом.
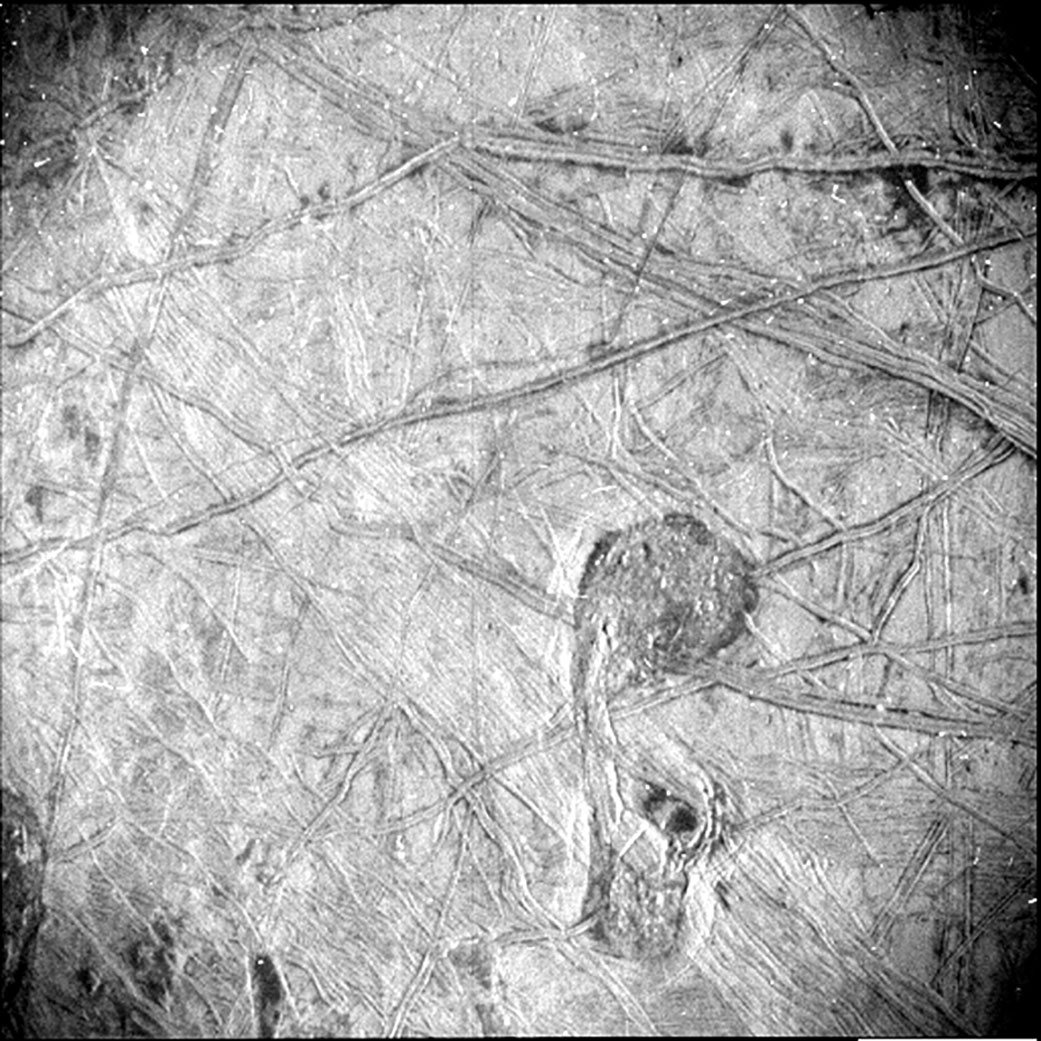
Камера Юноны, используемая для ориентации космического аппарата, получила чёрно-белое изображение во время облёта Европы зондом 29 сентября 2022 года на расстоянии около 412 км. Изображение покрывает примерно 150х200 км поверхности Европы.
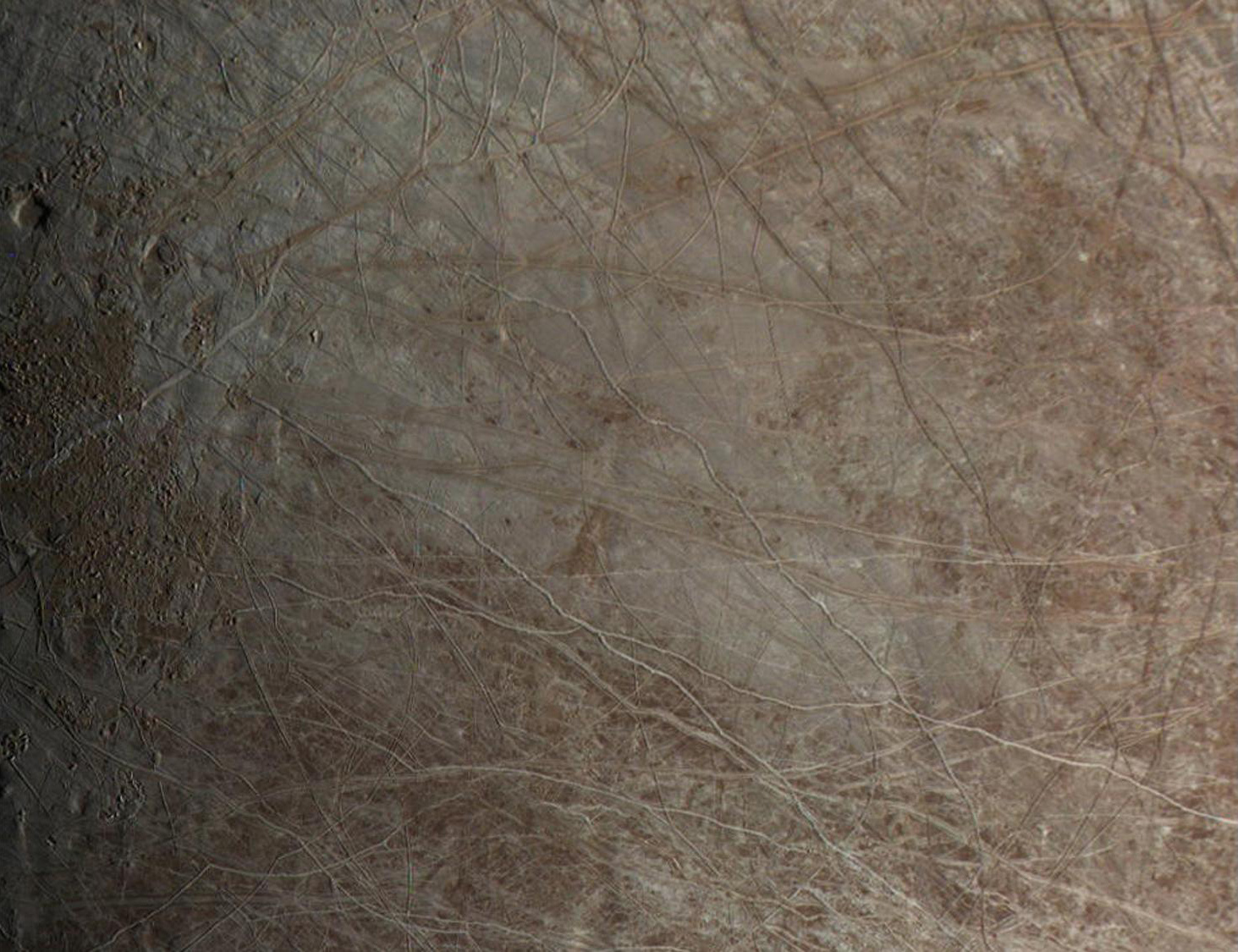
Изображение спутника Юпитера Европы, снятое крупным планом JunoCam (2022-09-29).
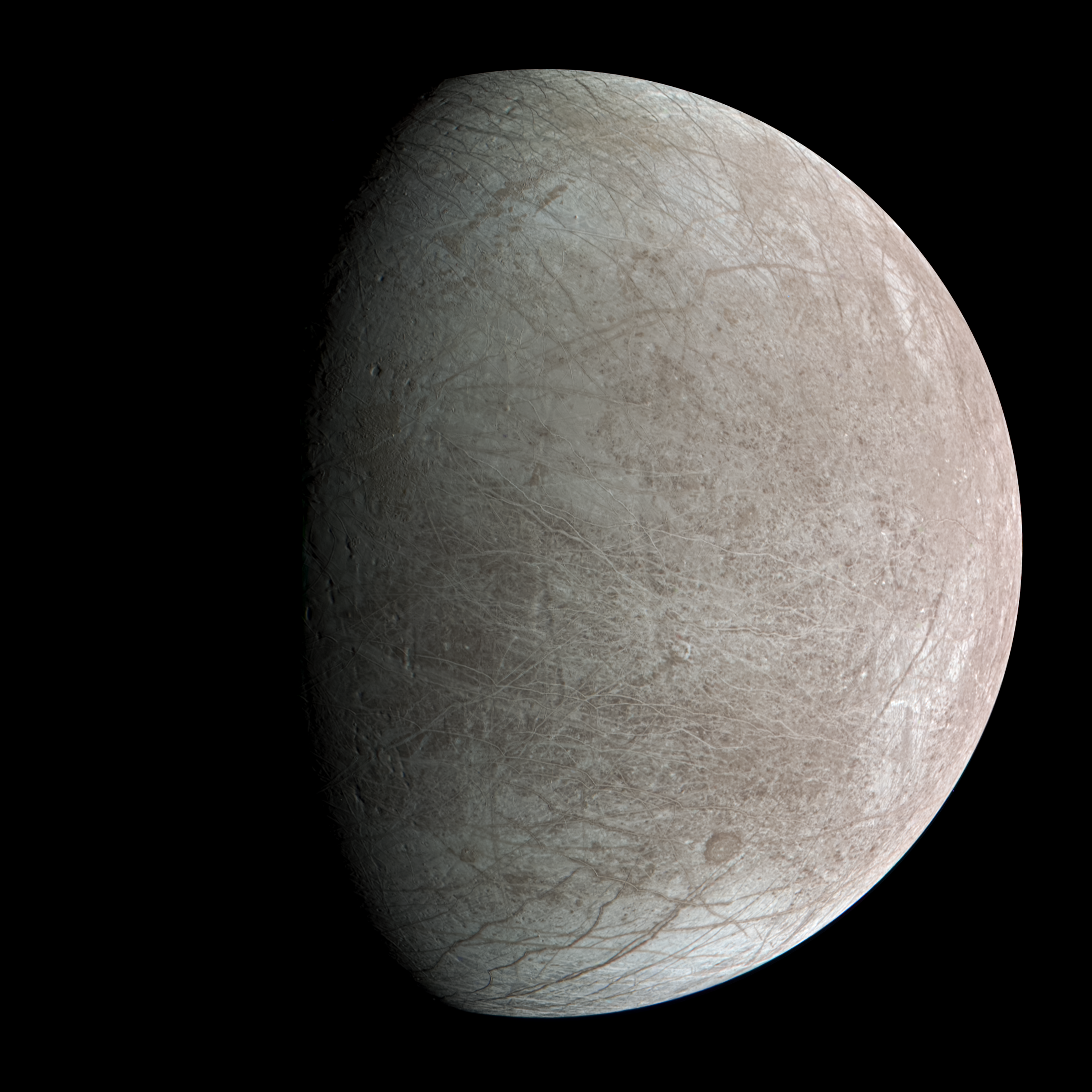
Изображение спутника Юпитера Европы, снятое в натуральных цветах JunoCam (2022-09-29).
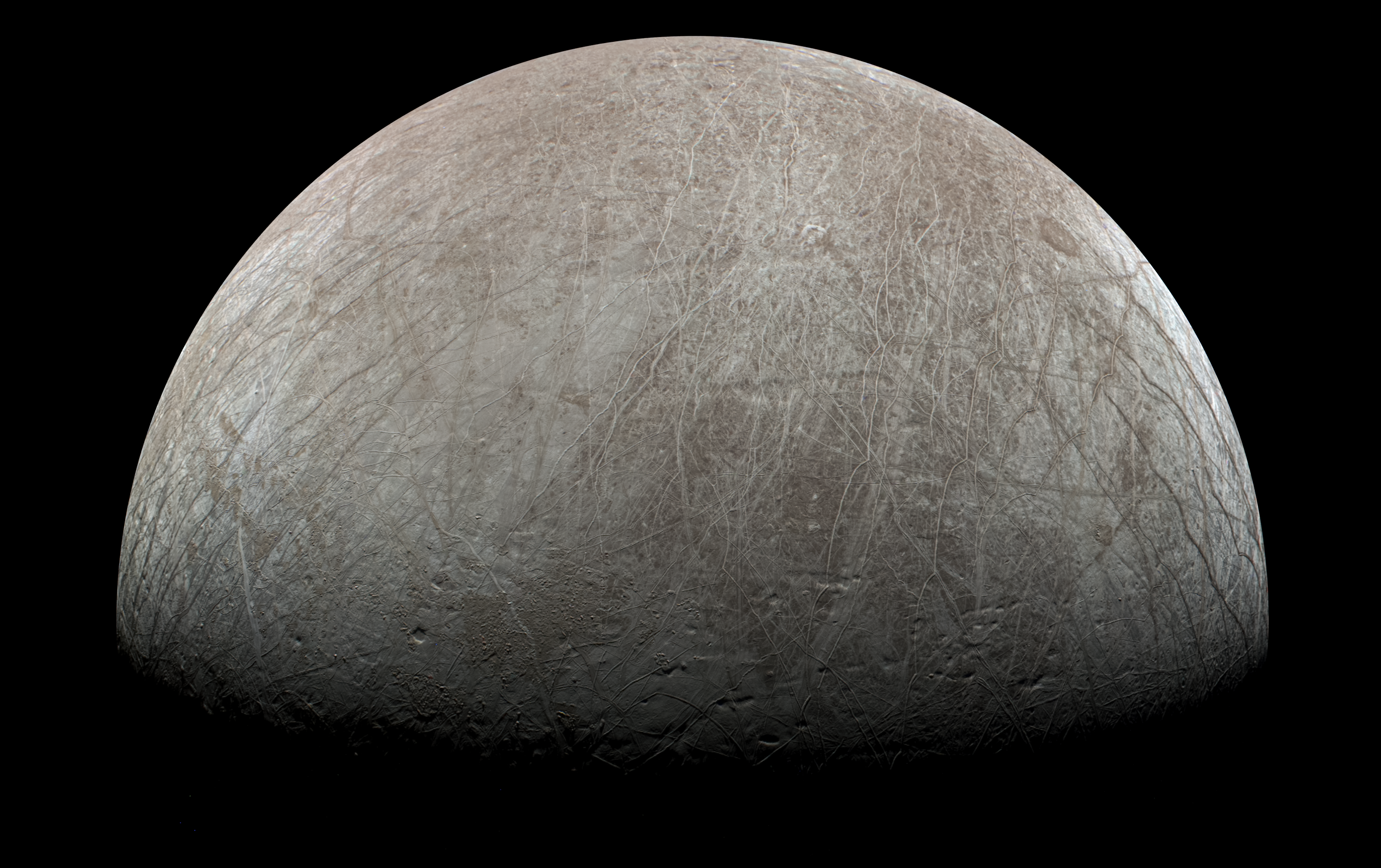
Изображение спутника Юпитера Европы, снятое в натуральных цветах JunoCam (2022-09-29).
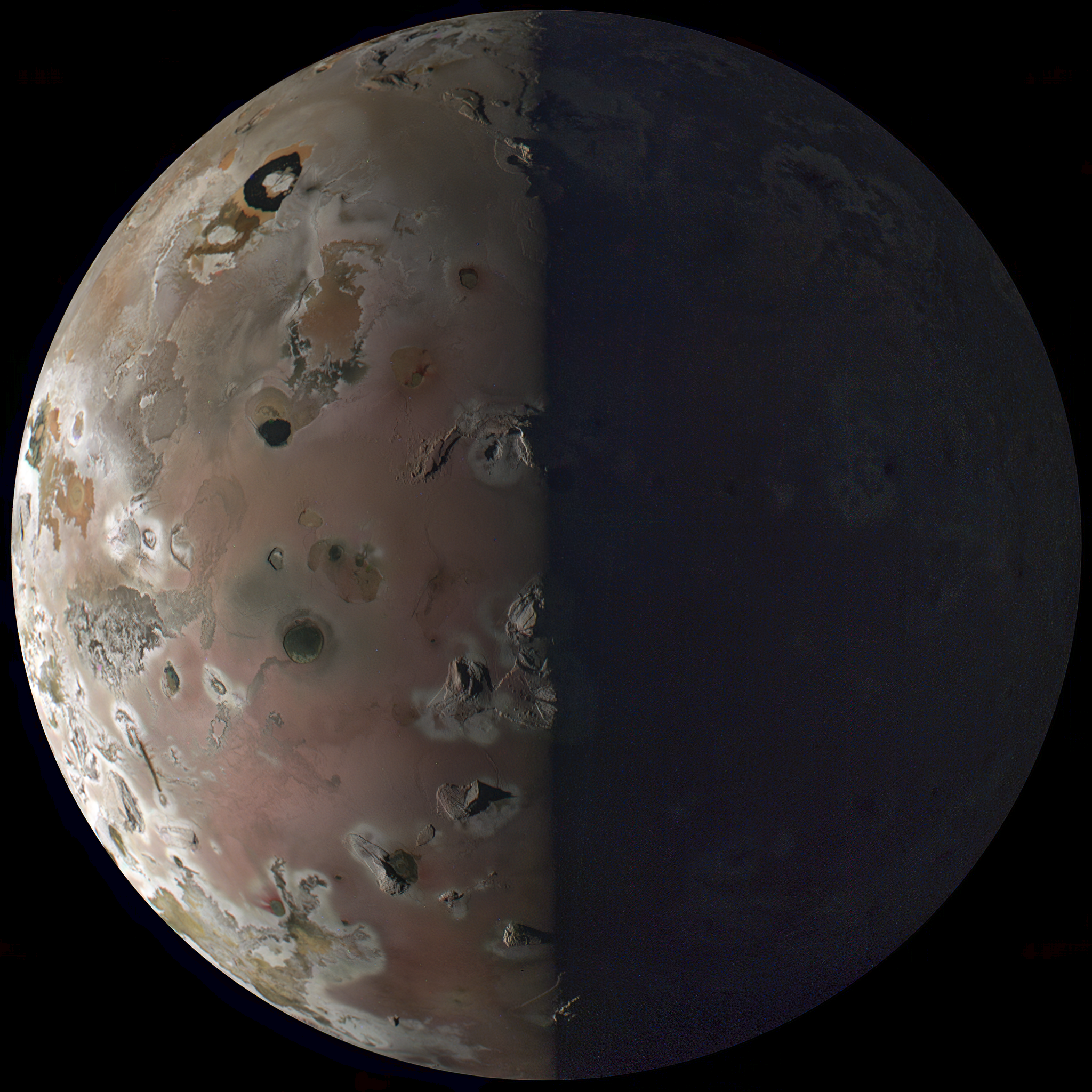
Изображение спутника Юпитера Ио, снятое в натуральных цветах JunoCam (2023-12-31).